# Kilcoole
Kilcoole (Irsk: Cill Chomghaill) er en irsk by i County Wicklow i provinsen Leinster, i den centrale del af Republikken Irland med en befolkning (inkl. opland) på 3.252 indb i 2006 (2.826 i 2002)